# Phường 3, Đà Lạt
Phường 3 là một phường thuộc thành phố Đà Lạt, tỉnh Lâm Đồng, Việt Nam.

## Địa lý
Phường 3 nằm ở phía nam thành phố Đà Lạt, có vị trí địa lý:
- Phía đông giáp Phường 10 và xã Xuân Thọ
- Phía tây giáp Phường 4
- Phía nam giáp xã Xuân Trường và xã Hiệp An, huyện Đức Trọng
- Phía bắc giáp Phường 1.

Phường 3 có diện tích 27,16 km², dân số năm 2022 là 19.936 người, mật độ dân số đạt 734 người/km².

## Hành chính
Phường 3 được chia thành 19 tổ dân phố: 1, 2, 3, 4, 5, 6, 7, 8, 9, 10, 11, 12, 13, 14, 15, 16, 17, 18, 19.

## Lịch sử
Ngày 6 tháng 6 năm 1986, Hội đồng Bộ trưởng ban hành Quyết định 67-HĐBT về việc:
- Thành lập Phường 3 trên cơ sở 26 tổ dân phố với 6.996 nhân khẩu của Phường 2 cũ.
- Thành lập Phường 5 và Phường 6 trên cơ sở Phường 3 cũ.